# Рогаткові
Рогаткові (Ceratophryidae) — родина земноводних підряду Neobatrachia ряду безхвості. Має 3 підродини, 6 родів та 86 видів. До 2006 року входила до родини свистунів.

## Опис
Загальна довжина представників цієї родини коливається від 10 до 20 см. Голова велика з потужними щелепами. Повіки довгі або витягнуті у боки. Звідси й походить назва цих земноводних. Тулуб великий, овальної форми. Шкіра шорстка, вкрита горбиками різного розміру. Кінцівки сильні, задні наділені плавальними перетинками. Забарвлення різнобарвне, під умови проживання, здебільшого зеленувате, оливкове, рожеве, коричневе з численними плямами або цятками.

## Спосіб життя
Полюбляють вологі ліси, савани, тримаються поблизу води. Ведуть наземний спосіб життя. У воду заходять під час парування й розмноження. Активні переважно вночі або у присмерку. Доволі агресивні земноводні. Живляться жабами, гризунами, ящірками, молюсками.
Це яйцекладні амфібії.

## Розповсюдження
Мешкають у Південній Америці.

## Підродини та роди
- Підродина Batrachylinae
  - Atelognathus
  - Batrachyla
- Підродина Ceratophryinae
  - Ceratophrys
  - Chacophrys
  - Lepidobatrachus
- Підродина Telmatobiinae
  - Telmatobius

Вимерлі роди:
- †Baurubatrachus
- †Beelzebufo
- †Wawelia